# Liste der Nummer-eins-Hits in Irland (1973)
Diese Liste enthält alle Nummer-eins-Hits in Irland im Jahr 1973. Es gab in diesem Jahr 21 Nummer-eins-Singles.
| Singles |
| --- |
| - Thin Lizzy – Whiskey in the Jar - 2 Wochen (21. Dezember 1972 – 3. Januar 1973, insgesamt 3 Wochen) - John & Yoko – Happy Xmas (War Is Over) - 1 Woche (4. Januar – 10. Januar) - Thin Lizzy – Whiskey in the Jar - 1 Woche (11. Januar – 17. Januar, insgesamt 3 Wochen) - Jimmy Osmond – Long Haired Lover from Liverpool - 4 Wochen (18. Januar – 14. Februar) - The Sweet – Block Buster! - 2 Wochen (15. Februar – 28. Februar) - Big Tom – I Love You Still - 2 Wochen (1. März – 14. März) - Slade – Cum On Feel the Noize - 2 Wochen (15. März – 28. März) - Gilbert O’Sullivan – Get Down - 3 Wochen (29. März – 18. April) - Dawn feat. Tony Orlando – Tie a Yellow Ribbon Round the Ole Oak Tree - 6 Wochen (19. April – 30. Mai) - Wizzard – See My Baby Jive - 1 Woche (31. Mai – 6. Juni) - Danny Doyle – Daisy A Day - 3 Wochen (7. Juni – 27. Juni) - 10cc – Rubber Bullets - 2 Wochen (28. Juni – 11. Juli) - Slade – Skweeze Me, Pleeze Me - 3 Wochen (12. Juli – 18. Juli) - Peters & Lee – Welcome Home - 5 Wochen (19. Juli – 22. August) - Brendan Shine – Where Three Counties Meet - 2 Wochen (23. August – 5. September) - Donny Osmond – Young Love - 2 Wochen (6. September – 19. September) - 10cc – The Dean And I - 1 Woche (20. September – 26. September) - The Sweet – The Ballroom Blitz - 3 Wochen (27. September – 17. Oktober) - Slade – My Friend Stan - 3 Wochen (18. Oktober – 7. November) - Perry Como – For The Good Times - 2 Wochen (8. November – 21. November) - Wolfe Tones – Up and Away (The Helicopter Song) - 4 Wochen (22. November – 19. Dezember) - Slade – Merry Xmas Everybody - 3 Wochen (20. Dezember 1973 – 9. Januar 1974) |

Siehe auch: Nummer-eins-Hits 1973 in  Australien, Belgien, Deutschland, Finnland, Frankreich, Italien, Japan, Kanada, Neuseeland, den Niederlanden, Norwegen, Österreich, der Schweiz, Spanien, den Vereinigten Staaten und im Vereinigten Königreich.